# 크래들마운틴-레이크세인트클레어 국립공원

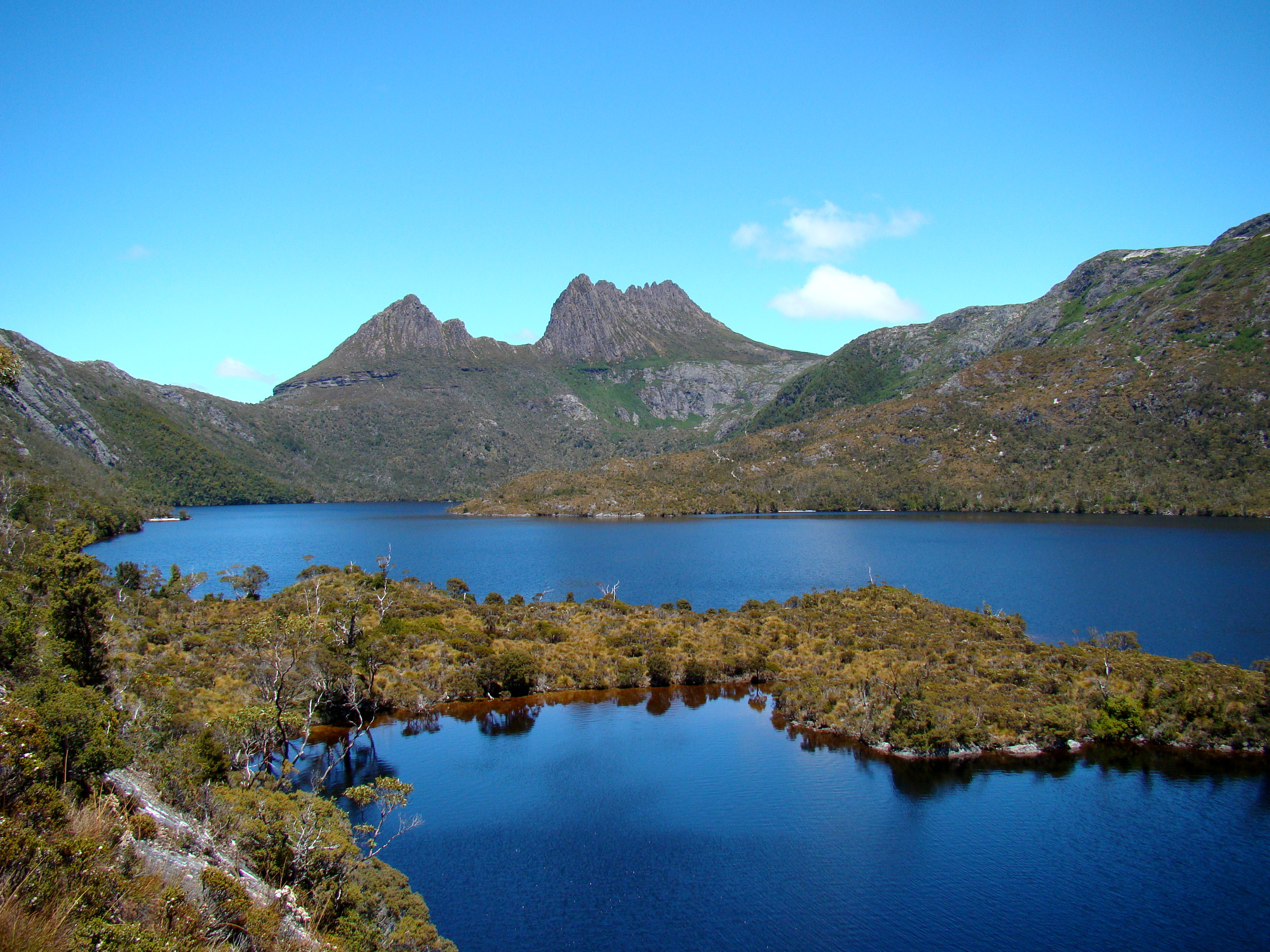

크래들마운틴-레이크세인트클레어 국립공원(Cradle Mountain-Lake St Clair National Park)은 호바트에서 북서쪽으로 165km(103마일) 떨어진 태즈메이니아주(오스트레일리아)의 중앙 고원 지역에 위치하고 있다. 이 공원에는 산책로가 많이 있으며, 일반적으로 유명한 오버랜드 트랙(Overland Track)을 따라 하이킹이 시작되는 곳이다. 주요 특징으로는 북쪽 끝에 있는 크래들마운틴과 반블러프(Barn Bluff), 중앙에 마운트펠리온이스트(Mount Pelion East), 마운트펠리온웨스트(Mount Pelion West), 마운트오클리(Mount Oakleigh)와 마운트오사(Mount Ossa), 공원 남쪽 끝에 있는 세인트클레어호 (태즈메이니아주)(Lake St Clair)가 있다. 이 공원은 태즈메이니아 야생 지대 세계 유산 지역(Tasmanian Wilderness World Heritage Area)의 일부이다.